# ویدروواتس
ویدروواتس (به صربی: Vidrovac) یک منطقهٔ مسکونی در صربستان است که در نگوتین واقع شده‌است. ویدروواتس ۸۲۲ نفر جمعیت دارد.